# Medgyesegyháza
Medgyesegyháza är en ort i Ungern. Den ligger i provinsen Békés, i den centrala delen av landet, 190 km sydost om huvudstaden Budapest. Medgyesegyháza ligger 93 meter över havet och antalet invånare är 4 037.